# 호판
호판(광둥어·중국어: 河粉, 월병: ho4 fan2, 병음: héfěn 허펀[*], 한자음: 하분)은 중국 요리, 특히 광둥 요리에 쓰이는 넓은 쌀국수이다.

## 이름
원래 이름은 사호판(광둥어·중국어: 沙河粉, 월병: Saa1 ho4 fan2, 병음: Shāhé fěn 사허펀[*], 한자음: 사하분)이며, 광저우의 사허가도(沙河街道)에서 처음 만들어져 이런 이름이 붙었다. 호(광둥어·중국어: 河, 월병: ho4, 병음: hé 허[*])나 판(광둥어·중국어: 粉, 월병: fan2, 병음: héfěn 펀[*])으로 줄여 부르기도 한다. 2004년부터 중국 광저우 시청에서 "사허펀/사호판(沙河粉)"과 "광저우 사허펀(广州沙河粉)"을 원산지역산품(原产地域产品)으로 지정해 보호하면서 제조 방법을 관리하고 있다.
서양에는 "호펀(ho fun, hor fun), "사호펀(Sar hor fun), "호푼(hofoen)" 등으로 알려져 있는데, 이는 광둥어나 하카어(hò-fún 호푼, Sâ-hò-fún 사호푼) 발음이 전해진 것이다.

## 비슷한 음식
비슷한 국수로 하카인의 반탸우(pán-thiàu/粄条)나 민난인의 꾸에띠아우(kóe-tiâu/粿條)가 있다. 동남아시아 화교 사회에서는 광둥, 푸젠, 차오저우 출신 사람들이 함께 살고 있어, 세 국수가 같은 것으로 여겨지기도 한다. 태국의 센 야이(เส้นใหญ่), 베트남의 바인 퍼(bánh phở) 또한 비슷하다.

## 사진

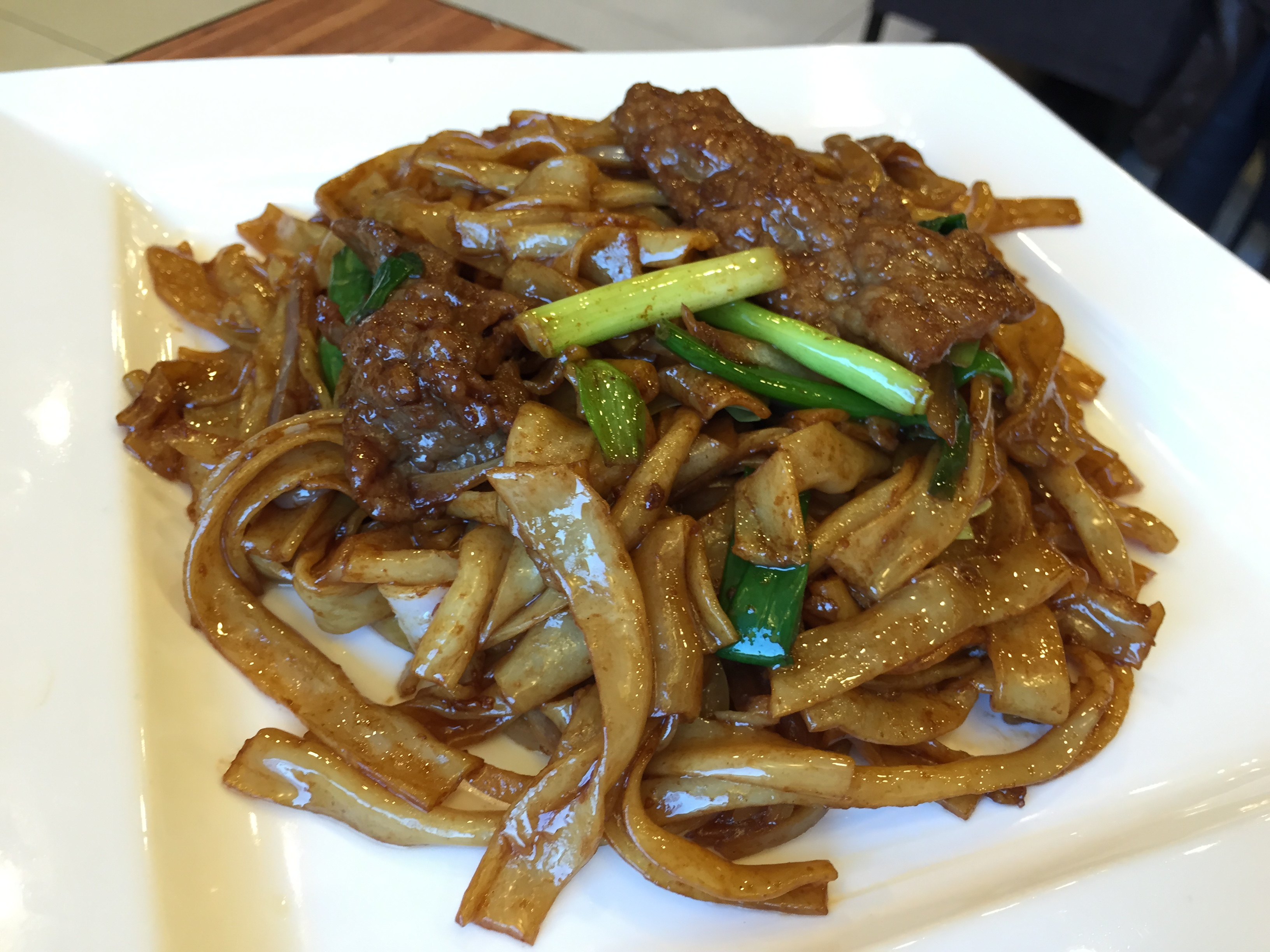
곤차우응아우호

## 같이 보기
- 마이신
- 마이판
- 라이판